# دونالد جاي غريس
دونالد جاي غريس (بالإنجليزية: Donald J. Grace)‏ هو مهندس أمريكي، ولد في 21 فبراير 1926 في أوكلاهوما في الولايات المتحدة، وتوفي في 15 مارس 2007 في لورينسفيل في الولايات المتحدة.